# Presihajoče jezero
Presihajoče jezero je vrsta jezera, ki se občasno napolni z vodo, del leta pa je suho. Intervali polnjenja in praznenja  so lahko tudi daljši od enega leta. Dno je v suhi fazi poraslo s travišči ali ostane stalno vlažno in delno zalito z vodo skozi vse leto. Najbolj znana in obsežna presihajoča jezera na Slovenskem so na kraških poljih.

## Presihajoča jezera v Sloveniji
Svetovno najbolj znano je Cerkniško presihajoče jezero, ki ga je že v 17. stoletju Valvasor opisal kot veliko zanimivost. Z znanstvenim pristopom se je med drugim lotil razlage njegovega naraščanja in presihanja.
Poleg cerkniškega so znana predvsem Pivška presihajoča jezera in občasno jezero na Planinskem polju.